# Crossroads (альбом)
«Crossroads» (укр. Перехрестя) — другий студійний альбом українського металкор-гурту May of Sorrow, виданий 2011 року. До альбому увійшли 11 композицій. Кліпи були відзняті до пісень: «Remain Me» та «Time After Time».

## Список композицій
- 01. In
- 02. Never Give Up
- 03. Time After Time
- 04. Give it All
- 05. Here To Stay
- 06. Our Little Secret
- 07. Way To Know
- 08. 25.12 7.12.00 pm
- 09. Remain Me
- 10. Always in My Mind
- 11. Out

## Remain Me
«Remain Me» (укр. Залиш мене) — сингл гурту May of Sorrow з альбому «Crossroads», випущений 2011 року. Дану пісню було написано для дівчини, яку кохав головний герой, і яку він просить залишити його. Декілька разів повторюються слова «I love you. I hate you. But how can I forget you?», якими вокаліст звертався до даної дівчини.
До пісні був відзнятий відеокліп.
Відео
Зйомка відео відбувалася навесні 2011 року. За словами Олександра Чернявського, відео було відзняте та змонтоване гуртом самостійно. Вперше відео було офіційно представлено компанією «Hellhound Records» 10 грудня 2011 року.
Відео було відзнято на полі, на якому показано гру музикантів, а також кадри прогулянки на полі дівчини (героїні пісні). З 2012 року відео потрапляло до ефіру A-ONE.

## Учасники запису
- Ярослав Вербовий — вокал
- Микита Карчевський — ударні, бек-вокал
- Олександр Чернявський — гітара, бек-вокал
- Ярослав Латуненко — гітара, бек-вокал
- Юрій Кузуб — бас, бек-вокал